# Іззі Стредлін
Іззі Стре́длін (англ. Izzy Stradlin), справжнє ім'я: Джефрі Дін Ісбелл (англ. Jeffery Dean Isbell) (нар. 8 квітня 1962, Лафаєтт, Індіана, США) — американський музикант, автор пісень. Найбільш відомий як гітарист та співзасновник хард-рок гурту Guns N' Roses, в складі якого був з 1985 по 1991 рік (залишив гурт після конфлікту з Екслом Роузом). Після заснував власний гурт Izzy Stradlin and the Ju Ju Hounds. З 1998 року випустив 10 сольних альбомів. У наш час займається сольною творчістю. Брав участь у декількох концертах Guns N' Roses на запрошення Ексла Роуза. У 2012 році був включений до зали слави рок-н-ролу як учасник Guns N' Roses.

## Біографія

### Дитинство
Стредлін (уроджений Джефрі Дін Ісбелл) народився 8 квітня 1962 року у Флориді, проте згодом його сім'я перебралася в місто Лафайєтт (Індіана). Його батько був гравером, а мама працювала в телефонній компанії. Батьки хлопця розлучилися, коли Іззі навчався у 3-му класі. Своє ставлення до цього «славного» містечка Іззі висловив таким чином: 
Уся принадність цього містечка полягає лише в тому, що я там виріс. Там є суд і університет, річка і залізнична гілка. Це було маленьке і нудне містечко, у якому просто нема чого робити. Ми ганяли на велосипедах і курили траву, і, таким чином, пізнавали життя — все це було дуже схоже на мультсеріал Beavis and Butt-head.
Дуже великий вплив на становлення Іззі, як музиканта зробили гурти Hanoi Rocks, Alice Cooper, Led Zeppelin, Aerosmith і The Rolling Stones, але найбільше значення в цьому процесі, мабуть, мала його бабуся, яка створювала групу зі своїми подругами.
З раннього віку Іззі був дуже схильний до музики і через те навчався в школі досить посередньо. У середньому віці дуже просив у матері барабанну установку, і щоб здійснити прохання сина вона, повинна була працювати у дві зміни. Іззі грав на ній аж до 1983 року, поки її не вкрали в Лос-Анджелесі з припаркованого автомобіля. Саме цього року він вирішив узятися за гітару, оскільки за допомогою цього інструменту було легше складати пісні, а у композиторів пісень більше можливостей заробити гроші.

### Коледж
У коледжі Jefferson High в Лафайєті, куди Іззі вступив, він з друзями, що розділяли його музичний смак, зібрав гурт. Це сталося в 1976 році, коли Іззі було 14 років. Там же він уперше познайомився і здружився з «малюком — інтровертом» Вільямом Бейлі, надалі відомим як В. Ексл Роуз. Щодо студентського життя Іззі говорив: 
Ми були юнаками з довгим волоссям. У коледжі ти був або спортсменом, або «наркоманом». Я і всі мої друзі не були спортивними людьми і тому-то ми і дружили. Ми збиралися і весь вільний час проводили в гаражі, тому що клубів у нашому містечку просто не було.

### Закінчення коледжу. Початок Guns N' Roses
Закінчивши школу в 16 років Іззі зрозумів, що необхідно їхати зі свого маленького містечка, хоч і рідного, але яке стало вже нетерпимим. Взявши із собою ударну установку, він їде в Лос-Анджелес, де вже зовсім скоро починає грати в різних групах, спочатку в такій, як Naughty Woman, далі, переключившись на бас, переходить в The Shire. Виникнення Hollywood Rose сталося після того, як у Голлівуді об'явився Вільям Бейлі, старий приятель Стредліна ще по Лафайетту. Тоді Бейлі себе називав просто W. Rose, але потім узяв собі псевдонім W. Axl Rose.
У період, коли Hollywood Rose впевнено набирала обертів, Ексл пішов в іншу місцеву рок-н-рольну групу L.A. Guns. Причиною розладу була сварка між Екслом і Стредліном. Іззі продовжував грати якийсь період у групі London, у якій справи йшли погано, та й у таборі L.A. Guns до того часу теж було все не добре. Це стало причиною того, що, після нової зустрічі Іззі, Ексла і гітариста L.A. Guns Трейсі Ганза з'явилася ідея об'єднання двох груп в одну. Знаком цього стало б злиття назв обох груп.
Таким чином і з'явилася в 1985 році Guns N 'Roses, що стали всього через чотири роки одним із найвідоміших хард-рокових колективів у всьому світі, які не зникали з обкладинок популярних журналів в перебігу багатьох років і досягли мільйонних тиражів із продажу дисків.
Стредлін зі своєю групою Guns N 'Roses об'їздив практично весь світ. При цьому він частенько фігурував у скандальній хроніці, хоча, слід зазначити, що це відбувалося набагато рідше, ніж з усіма іншими учасниками групи — гітаристом Слешем (Slash), басистом Даффом МакКаганом (Duff McKagan) і ударником Стівеном Адлером (Steven Adler), ну і, звичайно ж, головним заводієм і кумиром молоді на стику 1980—1990-х років минулого століття — Ексл Роуз (Axl Rose).

### Розпад гурту. Новий етап творчості
Іззі Стредлін вирішив покинути Guns N 'Roses ще в 1991 році. На його думку, творчість все більше стала заміщатися комерцією, а Ексл Роуз, став все більше ігнорувати погляди інших учасників гурту. Нагадаємо, з колективом Стредлін записав три шикарних альбоми, один з яких, добре відомий, Use Your Illusion, уже вважають класикою року. Спільно з Екслом у них з'явилася така популярна та культова композиція, як Don't Cry.
Він повернувся до того, з чого починав. Стадіони глядачів залишилися в минулому. А от грати в клубах, представляючи свою творчість вузькому колу шанувальників, він порахував більш відповідним заняттям. 1992 рік запам'ятається альбомом, записаним Іззі Стредліном спільно з Ріком Річардсом, гітаристом групи Georgia Satellites.
У 1997 році з'явився на світ альбом «117», для його запису Іззі запросив Даффа Маккагана, який раніше також був учасником Guns N' ROses, у 1998 році — альбом River.
Третє тисячоліття Іззі Стредлін зустрів, як і годиться сучасній людині, з інтернетом, де з'явилися на суд публіки його наступні альбоми: у 2003 році — альбом On Down the Road, у 2007 році — альбоми під назвою Miami і Fire (акустичний), у 2008 році — альбом Concrete. Як стверджують критики, альбоми не мали широкого комерційного успіху. Але для Іззі це не головне. Головне — це творчість, чудесний сплав блюз-року, хард-року і реггі. Слеш і Маккаган, колишні колеги, запропонували йому взяти участь у проєкті Velvet Revolver, але Іззі відповів відмовою.
Несподіванка трапилася у 2006 році, коли Іззі, як спеціальний гість, став з'являтися на концертах колективу Guns N 'Roses, правда, зі старих учасників там залишився вже відомий нам Ексл Роуз. Тут же поповзли чутки про швидке возз'єднання групи і поверненню до культових часів. На жаль, поки що на рівні чуток це і залишається.

### Наш час
На скільки відомо, музикант і зараз не полишає творчість: бере участь у різноманітних проєктах, працює над новим альбомом.

## Дискографія

### У складі Guns N' Roses
- Live ?!*@ Like a Suicide
- Appetite for Destruction
- EP (Live from the Jungle)
- G N' R Lies
- Use Your Illusion I
- Use Your Illusion II
- Use Your Illusion
- Live Era: '87-'93
- Greatest Hits''

### Izzy Stradlin
- 1992 — Izzy Stradlin & the Ju Ju Hounds (Geffen)
- 1993 — Izzy Stradlin & the Ju Ju Hounds Live (Geffen)
- 1998 — 117° (Geffen)
- 1999 — Ride On (Geffen)
- 2001 — River (Sanctuary)
- 2002 — On Down the Road (JVC — Victor)
- 2003 — Like a Dog (iTunes)
- 2007 — Miami (iTunes)
- 2007 — Fire, the acoustic album (iTunes)
- 2008 — Concrete (iTunes)
- 2009 — Smoke (iTunes)
- 2010 — Wave of Heat (iTunes)